# 2081 (film)
2081 är en science fiction-kortfilm från 2009 skriven och regisserad av Chandler Tuttle. Filmen är baserat på novellen "Harrison Bergeron" av författaren Kurt Vonnegut. Kronos Quartet och Czech Philharmonic Chamber Orchestra framförde ljudspåret skrivet av Lee Brooks. Det visades för första gången på Seattle International Film Festival den 29 maj 2009.
IMDb rankar filmen bland de 10 mest populära kortfilmerna.